# Daris
In Europa und Nordamerika ist Daris (auch als Darris buchstabiert) ein männlicher Vorname, mit weiblicher Form Daria. In Südamerika ist Daris ein weiblicher Vorname, im Besonderen in Brasilien.

## Herkunft und Bedeutung
Ursprüngliche Bedeutung des Namens Daris ist „Student“ oder „eine wertvolle Person“. Es ist eine Version des lateinischen Namen Darius und wird als neue germanische oder slawische Alternative zum Namen Dario oder Darius gesehen.
In letzten fünf Jahren ist der Name Daris in Österreich, im Besonderen im Land Salzburg, sehr populär geworden. Der Name Daris ist in Bosnien und Herzegowina sehr beliebt, insbesondere in und um die Stadt Sarajevo, und wurde kürzlich in Kroatien, vor allem in der nördlichen Adria, populär. In Kroatien ist Daris ausschließlich kroatischer Name, in Bosnien ausschließlich bosnisch – ähnliche Situation wie mit dem Namen „Damir“. (Stand: 2018)

## Varianten
- Darris (amerikanisch, britisch)
- Dare (Kurzform)
- Darius (lateinisch)
- Darius(c)h (persisch)
- Dariusz (polnisch, Kosename Darek)
- Dareios
- Dario (italienisch, spanisch, kroatisch)

## Namensträger

### Vorname
- Daris Swindler (1925–2007), US-amerikanischer Anthropologe
- Darris Love (* 1980), US-amerikanischer Schauspieler
- Darris McCord (1933–2013), US-amerikanischer Footballspieler